# Fort De Soto Park

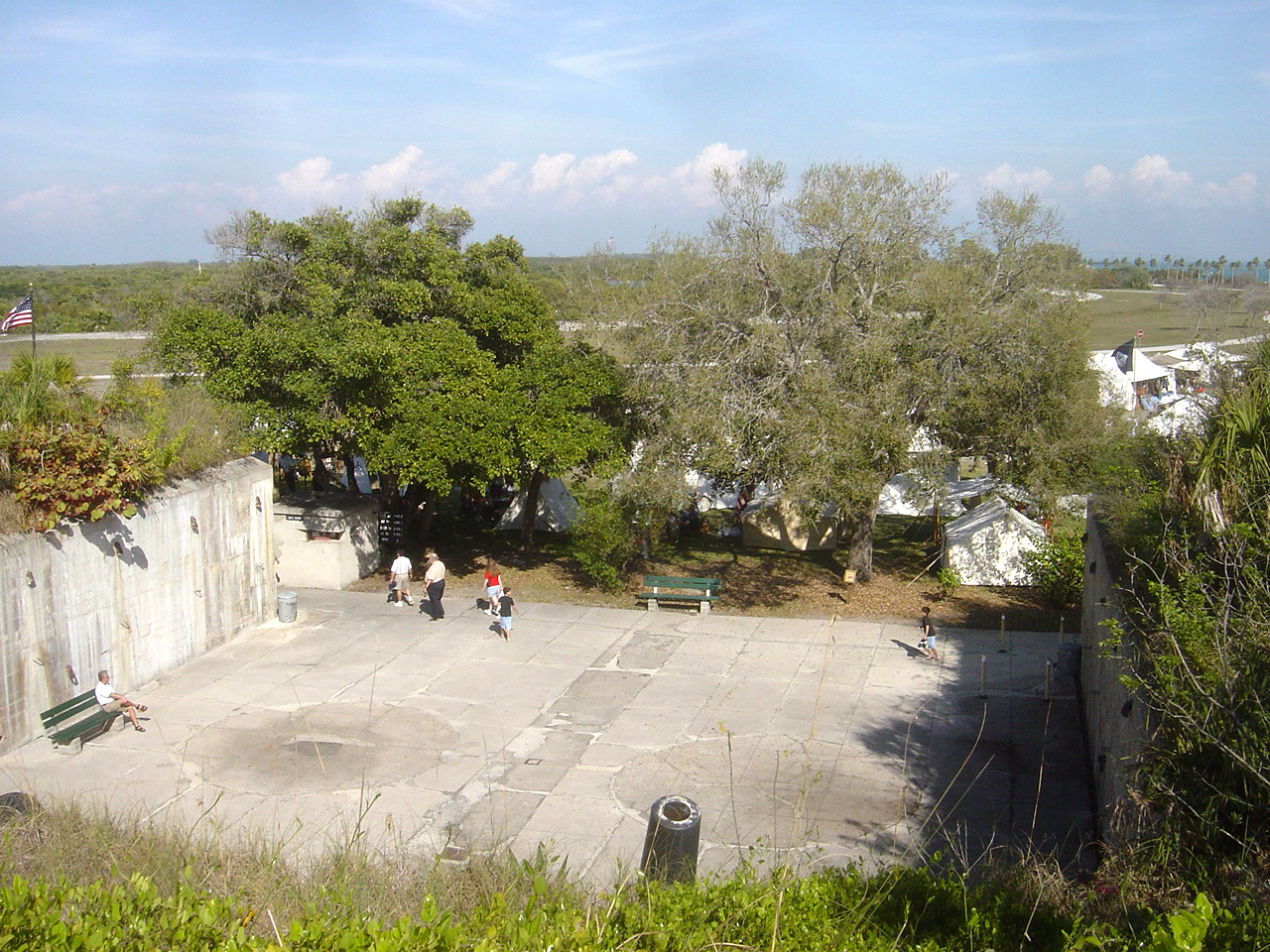
Battery Laidley

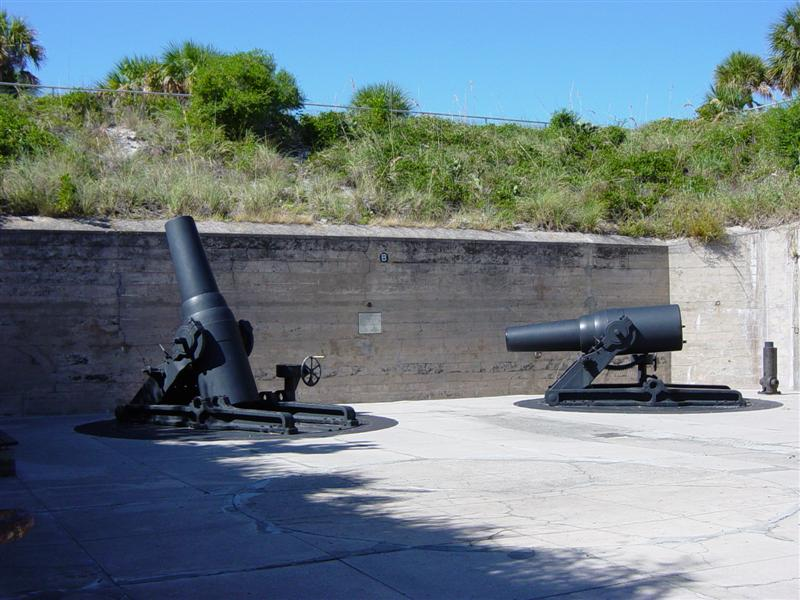
Mortai da 12 pollici M1890-M1

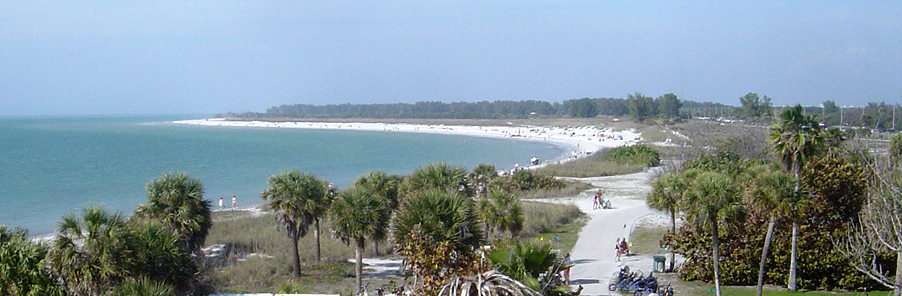
Spiagge a Fort De Soto

Il Fort De Soto Park (o parco di Fort De Soto) è un parco della contea di Pinellas esteso su 5 isole a sud ovest della contea: Madelaine Key, St. Jean Key, St. Christopher Key, Bonne Fortune Key e l'isola principale Mullet Key, nei pressi di St. Petersburg, Florida.
Le isole sono collegate alla terraferma da ponti o da strade rialzate, e la strada di accesso è soggetta a pedaggio (5$).
Le isole, in passato, furono usate per fortificazioni militari, ciò che rimane di esse ed un museo testimoniano questo passato .
Nel parco sono disponibili due moli, un'area pic nic, sentieri pedonali e ciclabili, percorsi col kayak e un traghetto per il parco Egmont Key State Park.
Il parco fa parte anche del percorso Great Florida Birding Trail (Gran sentiero degli uccelli della Florida).

## Galleria d'immagini

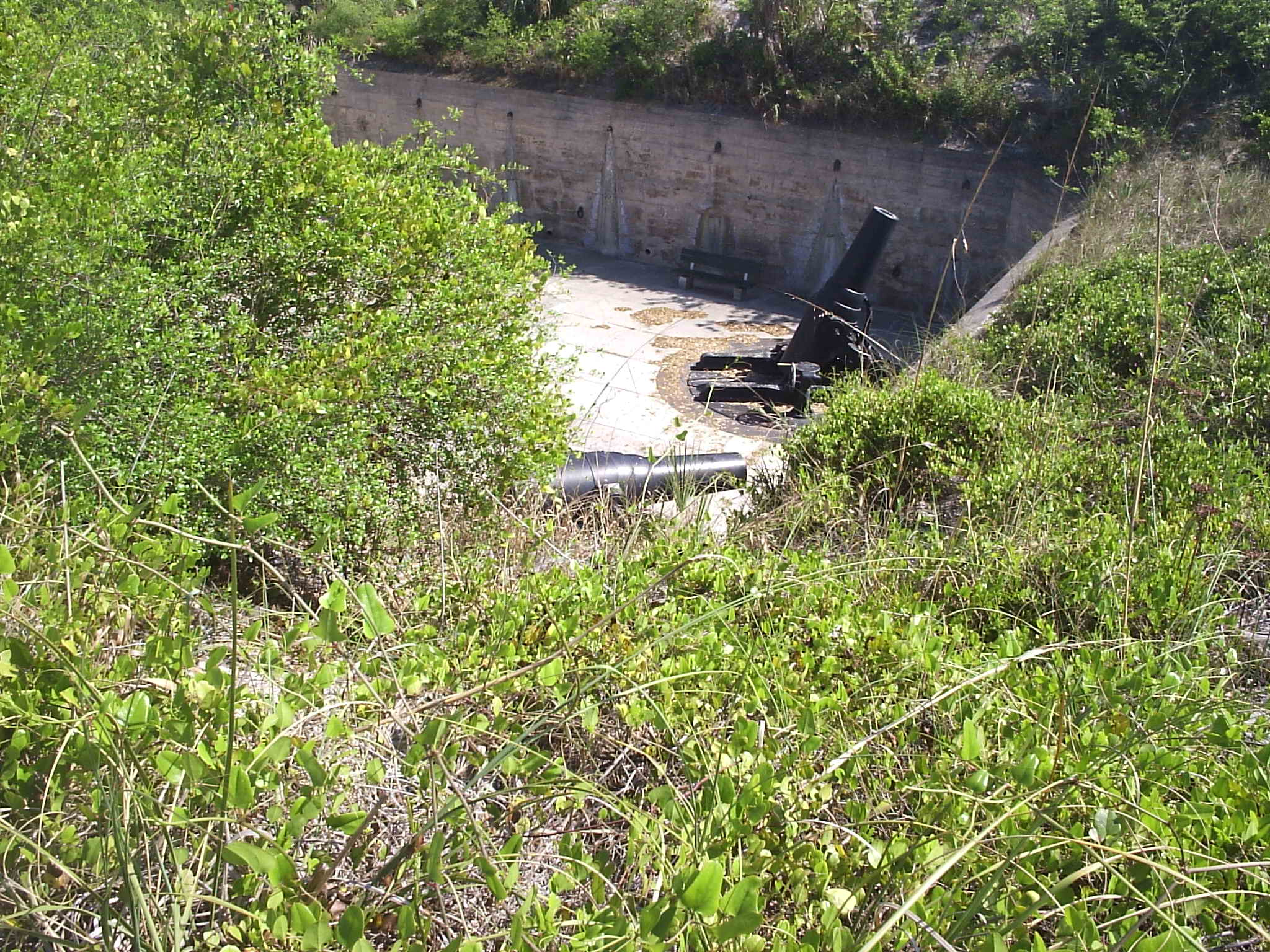
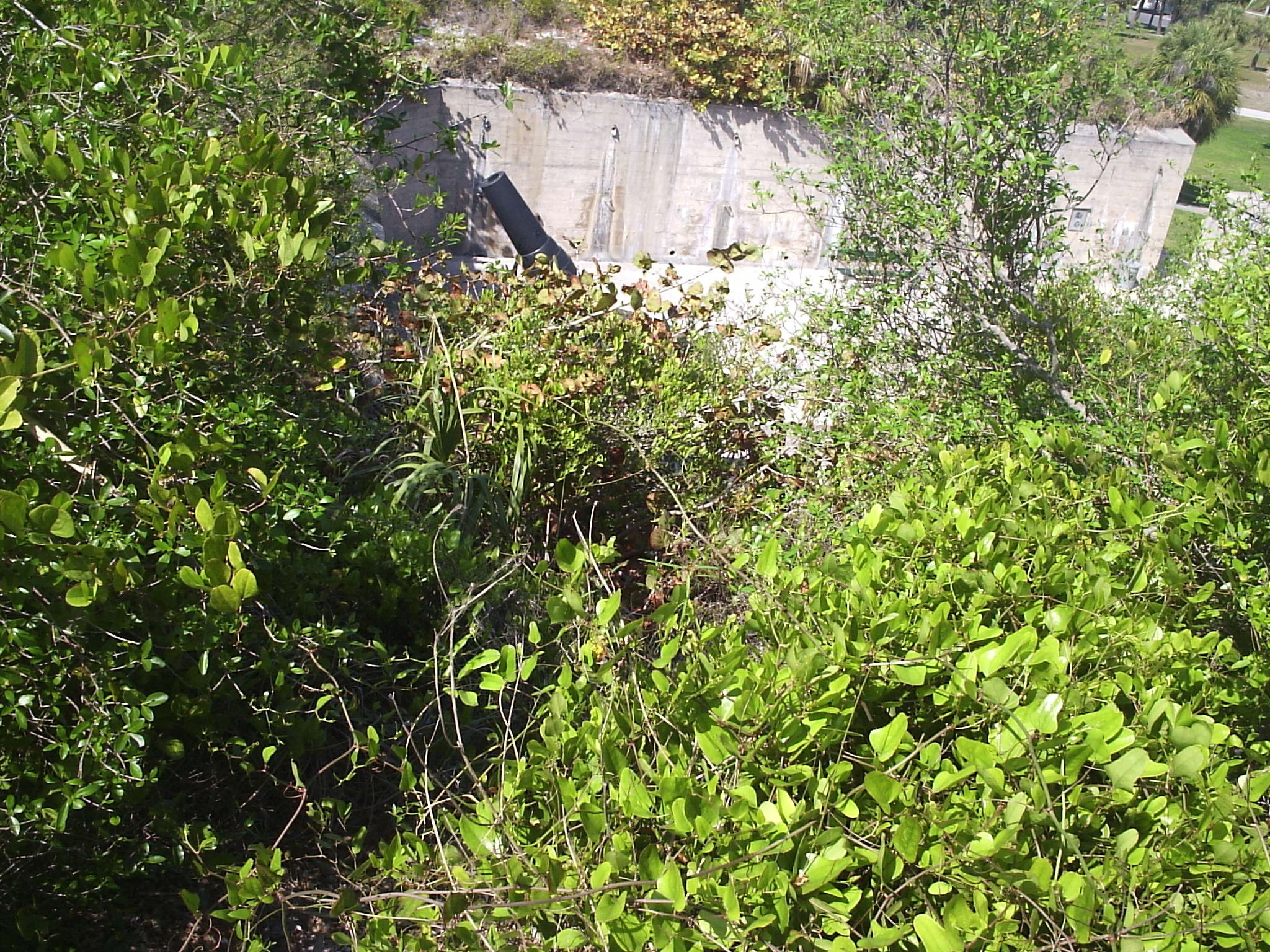
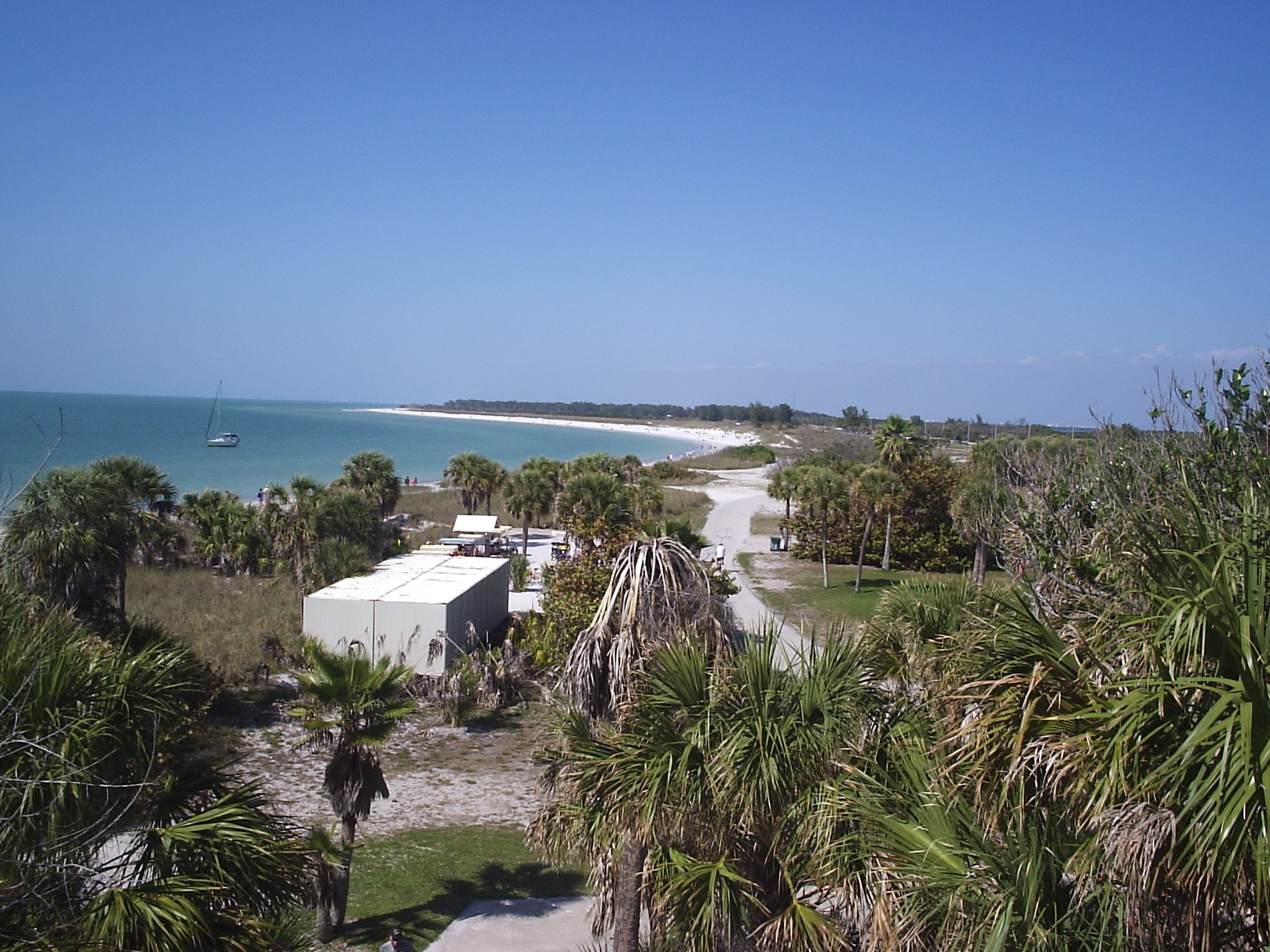
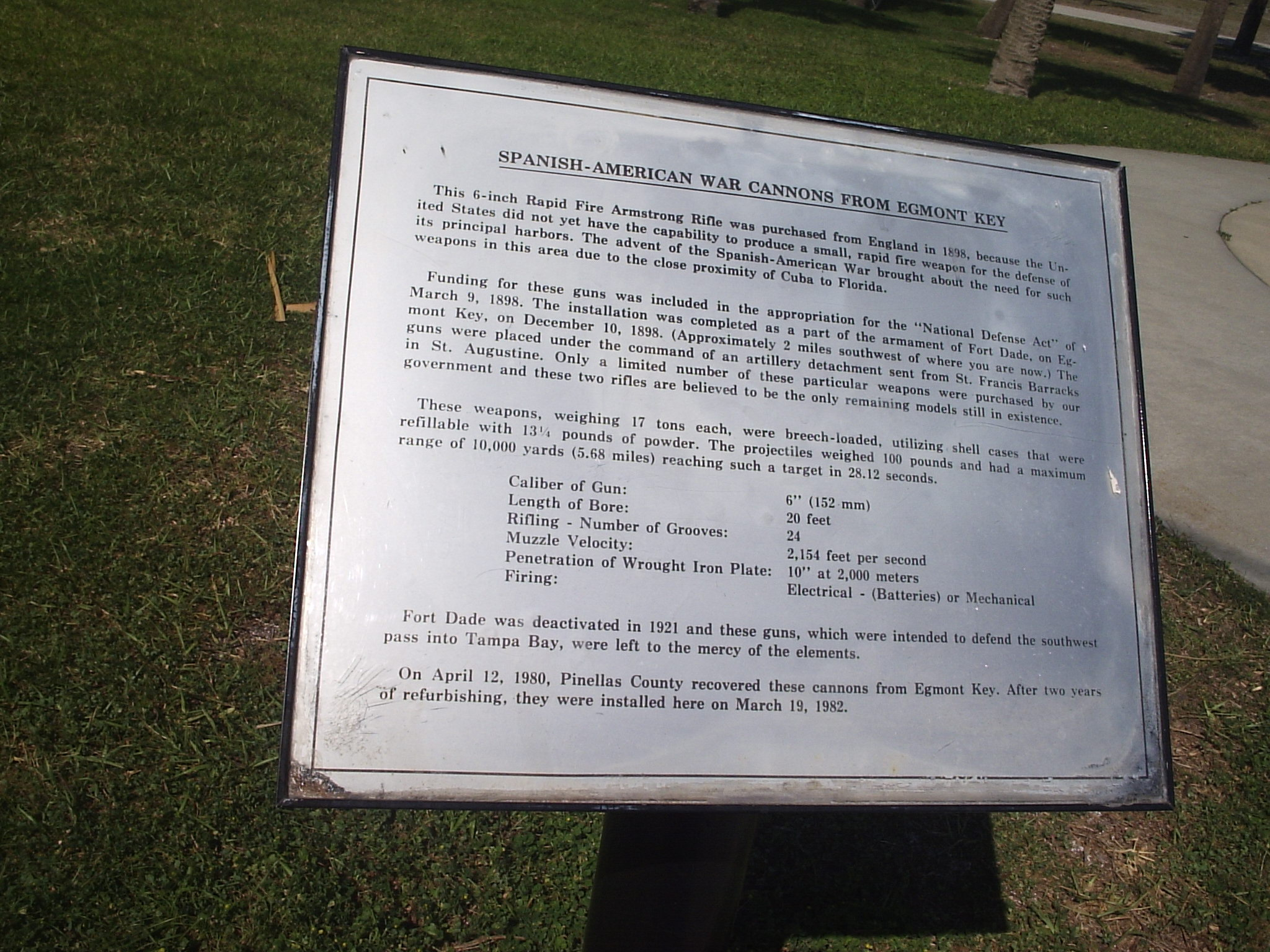
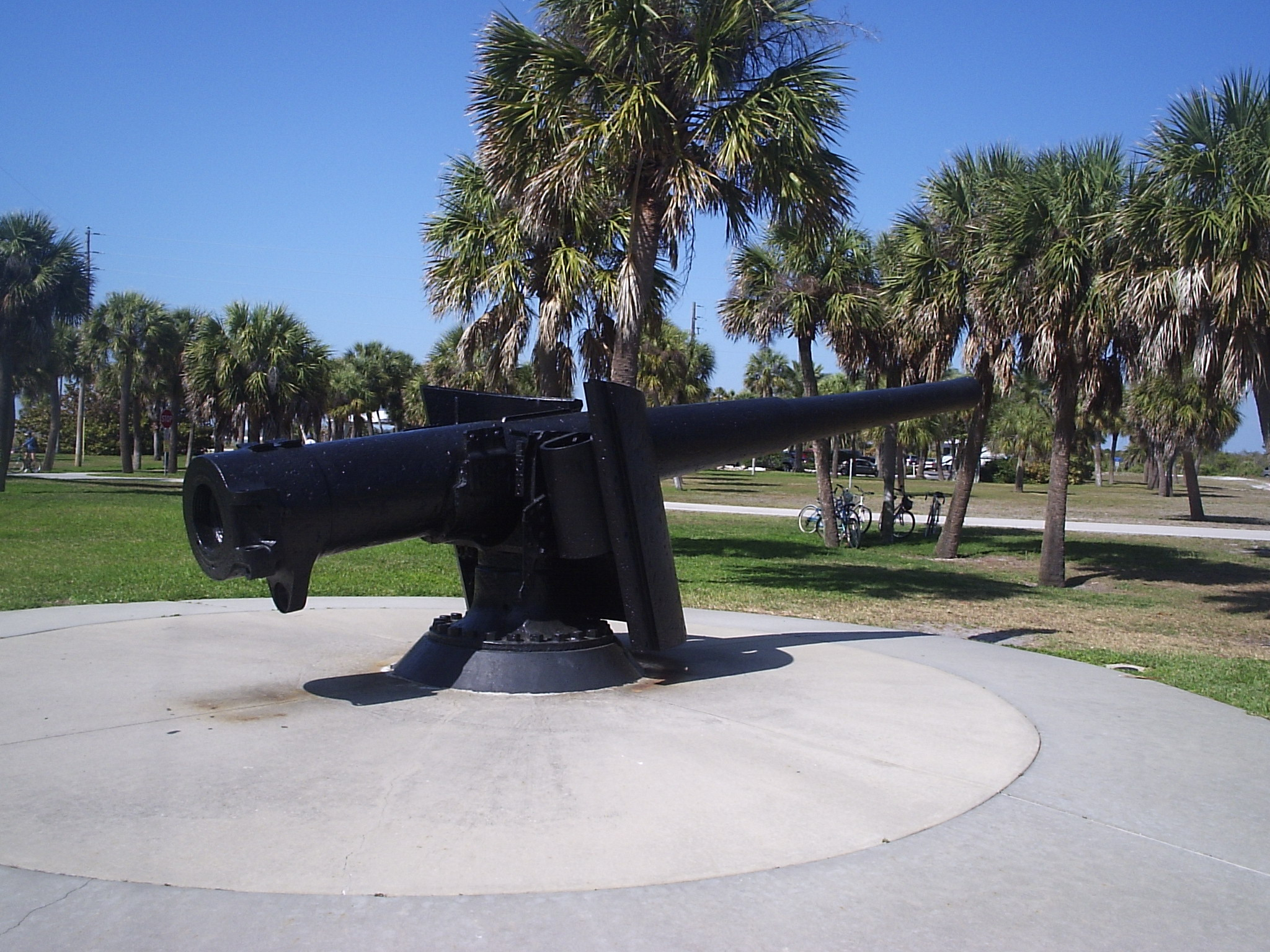
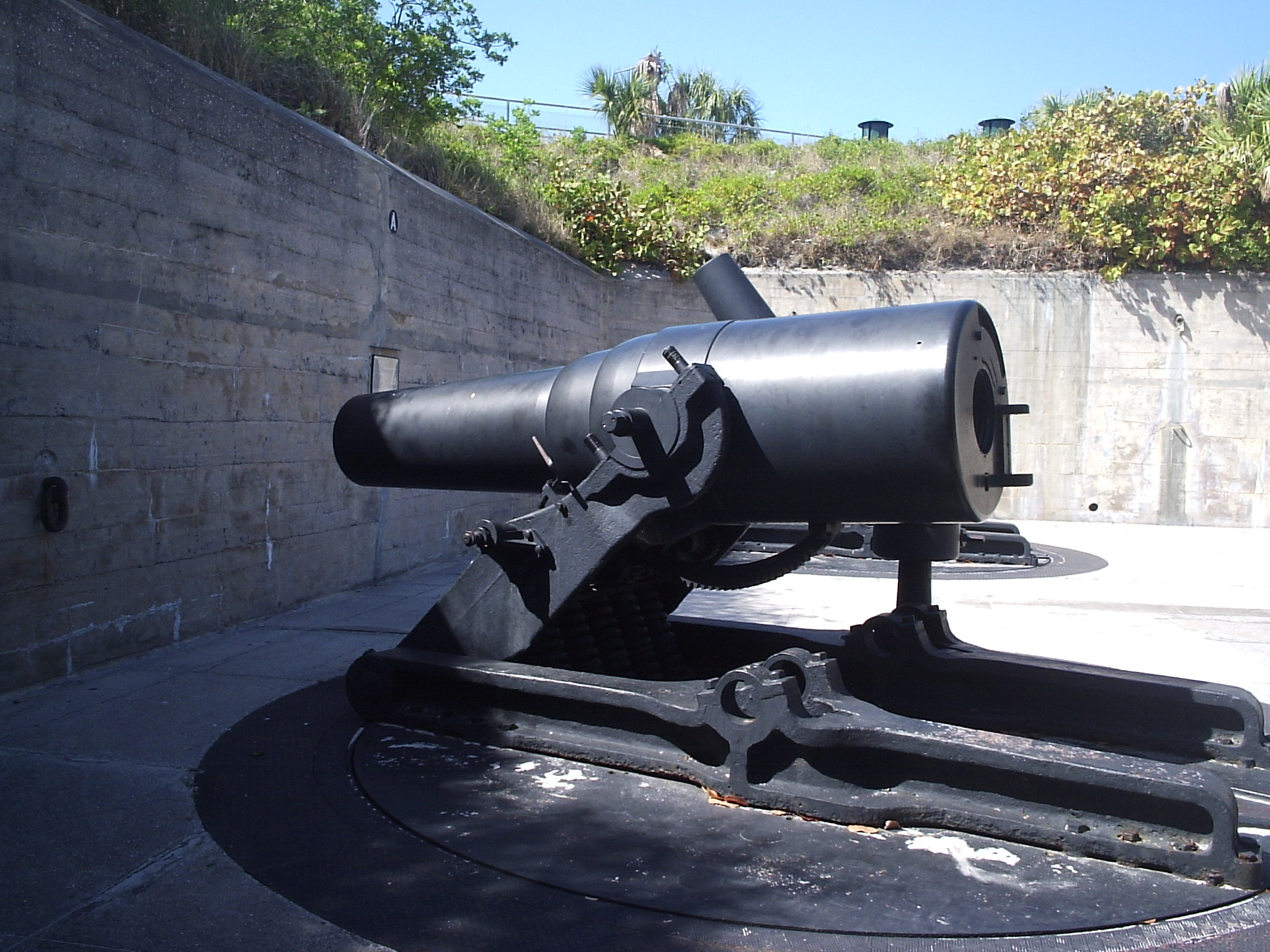
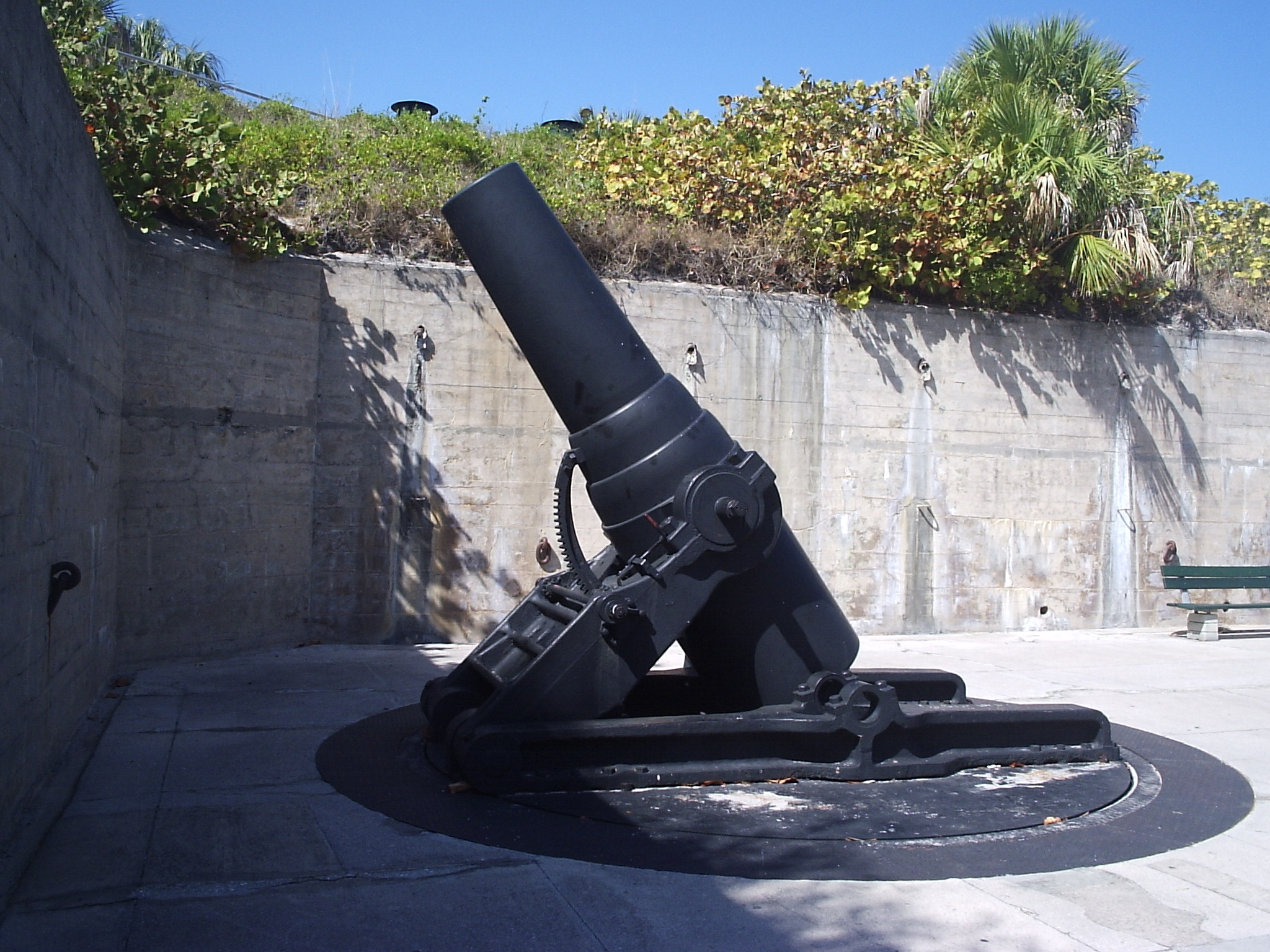
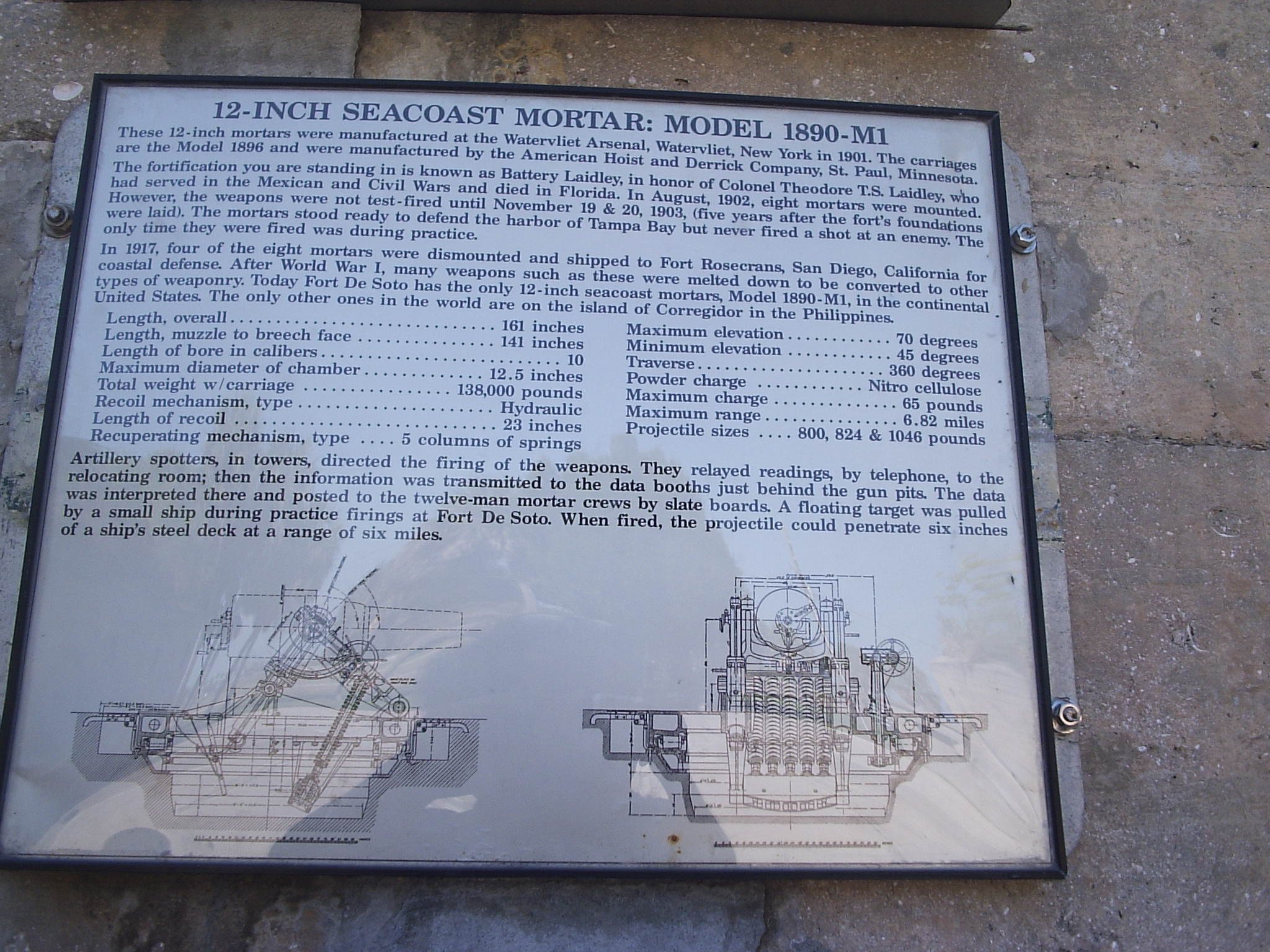
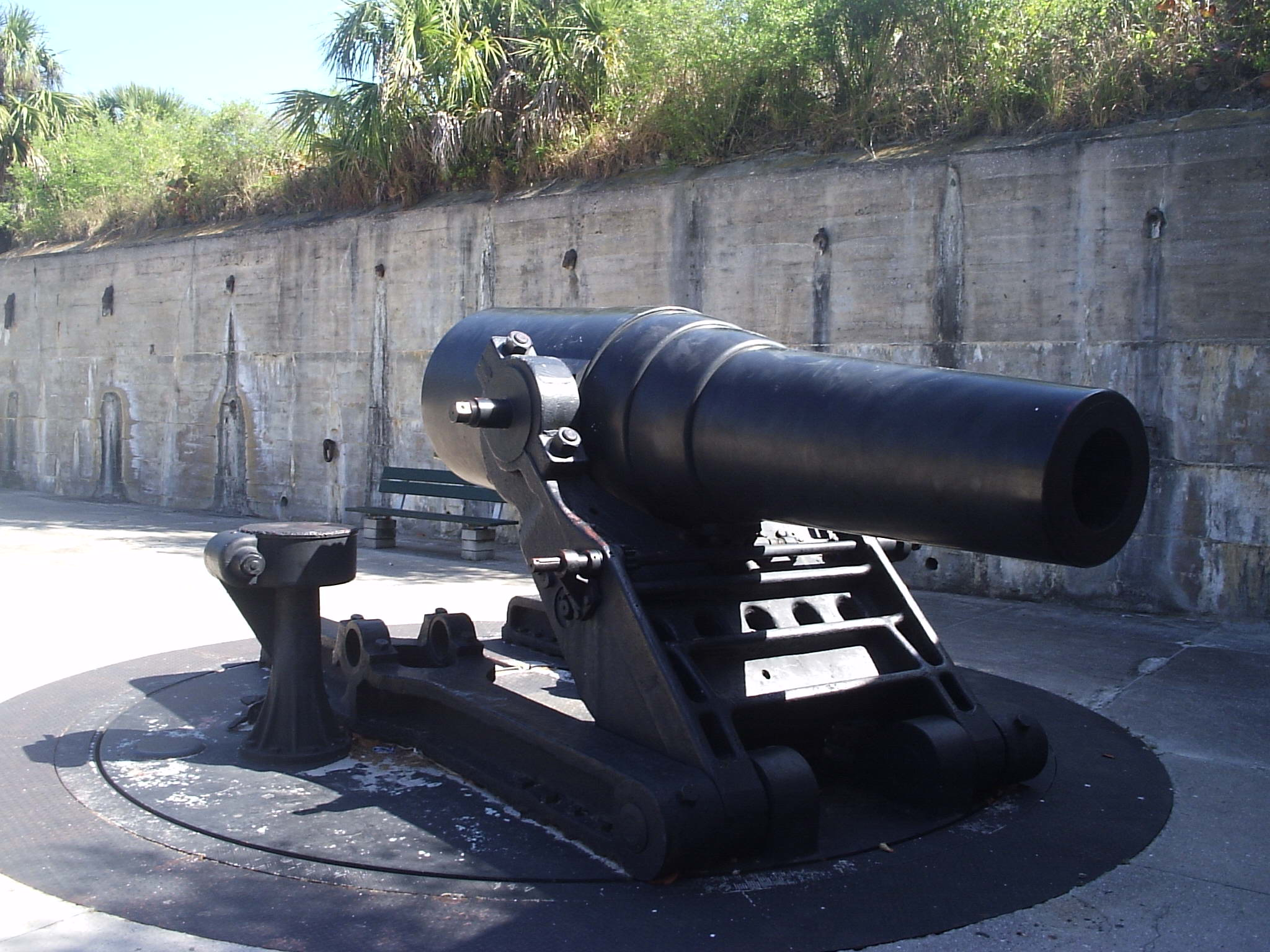
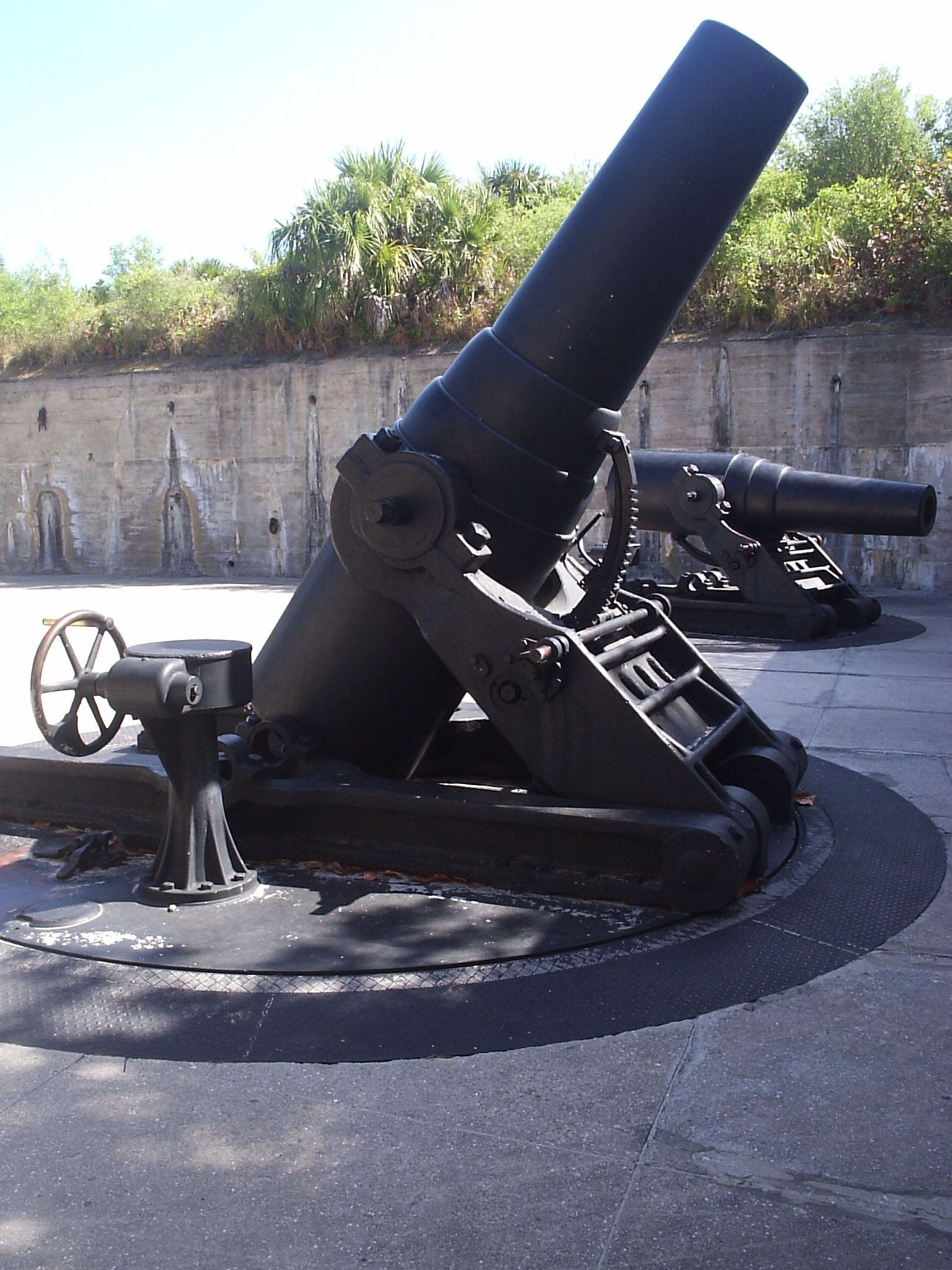
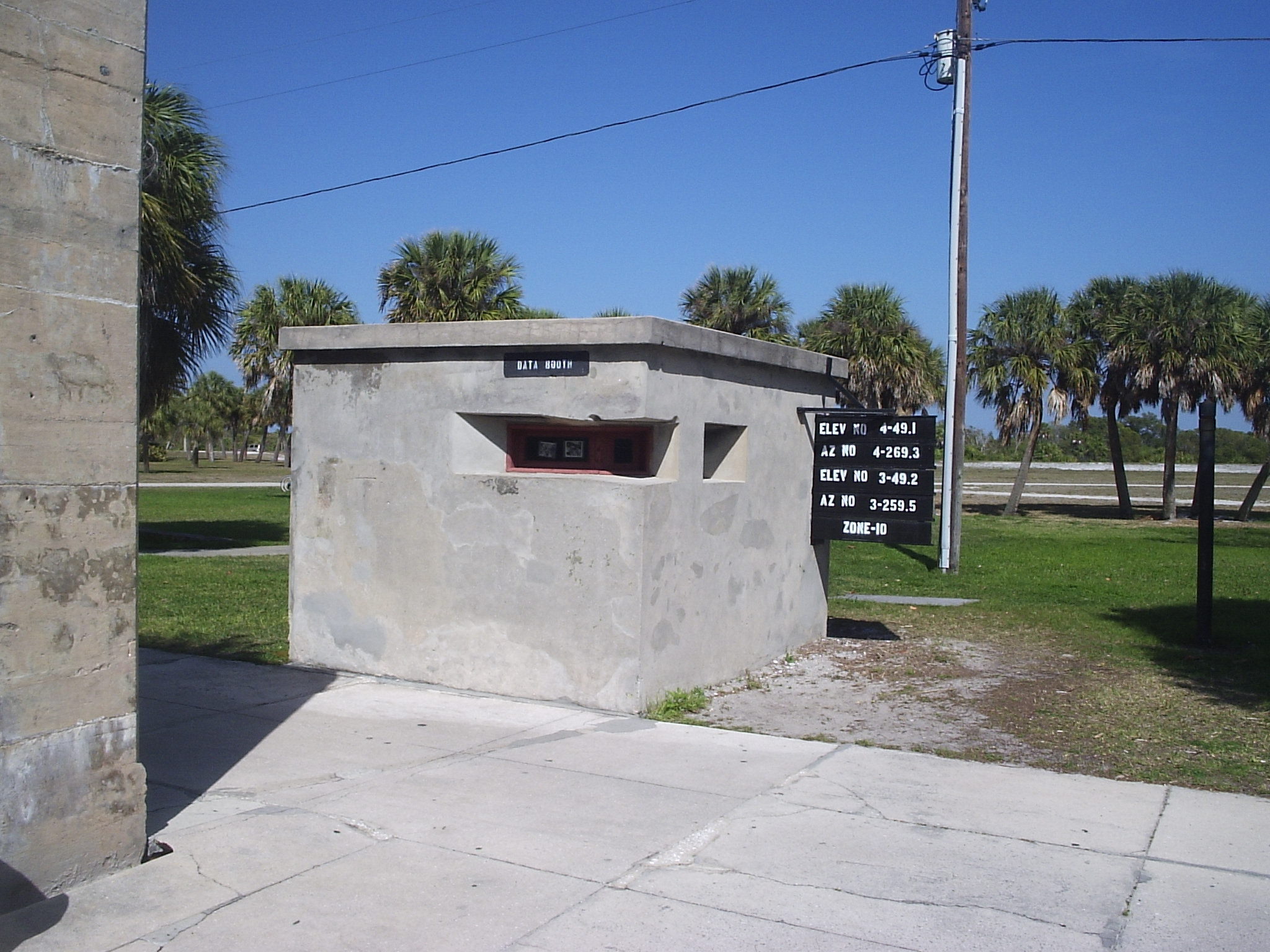
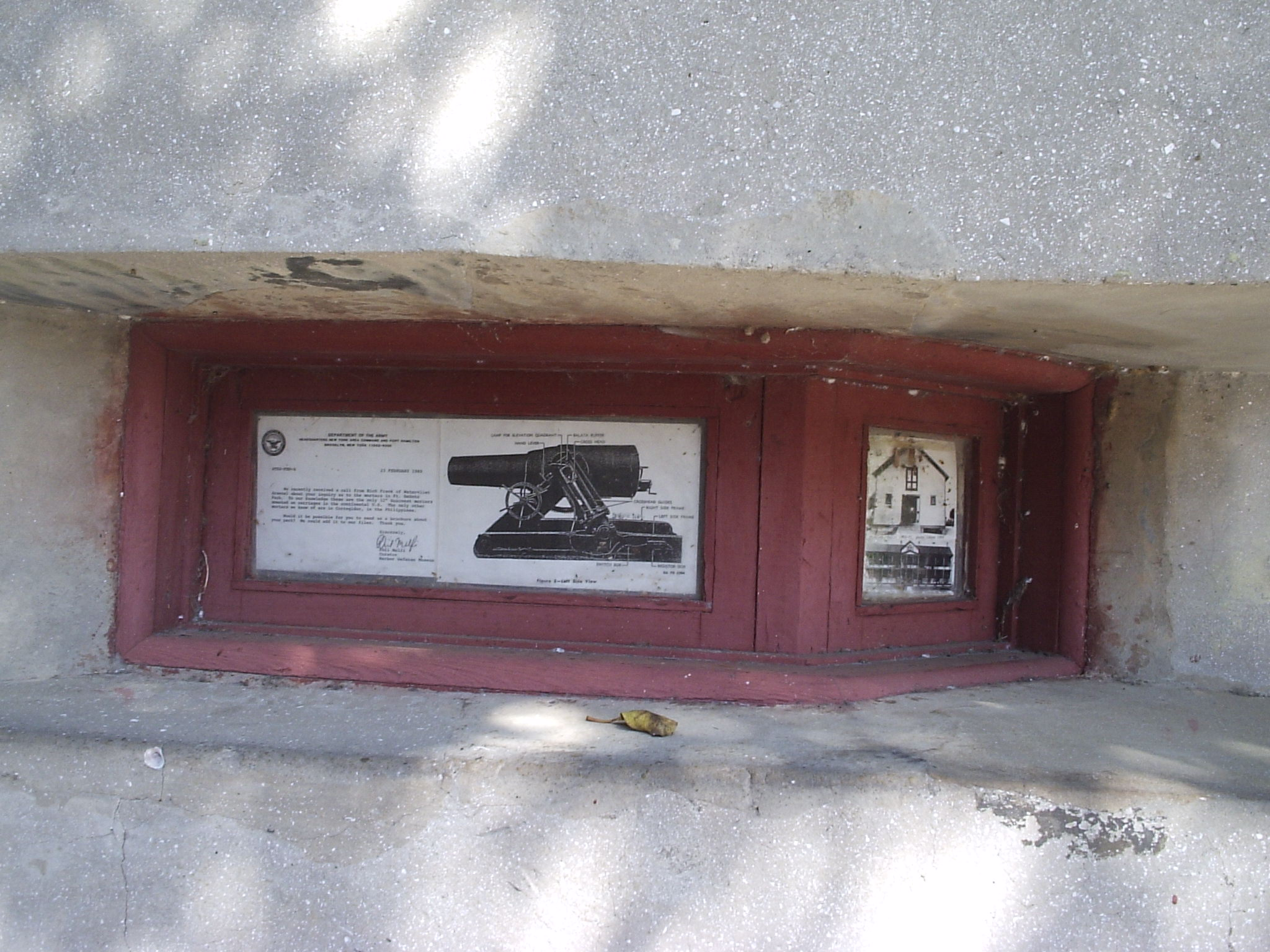
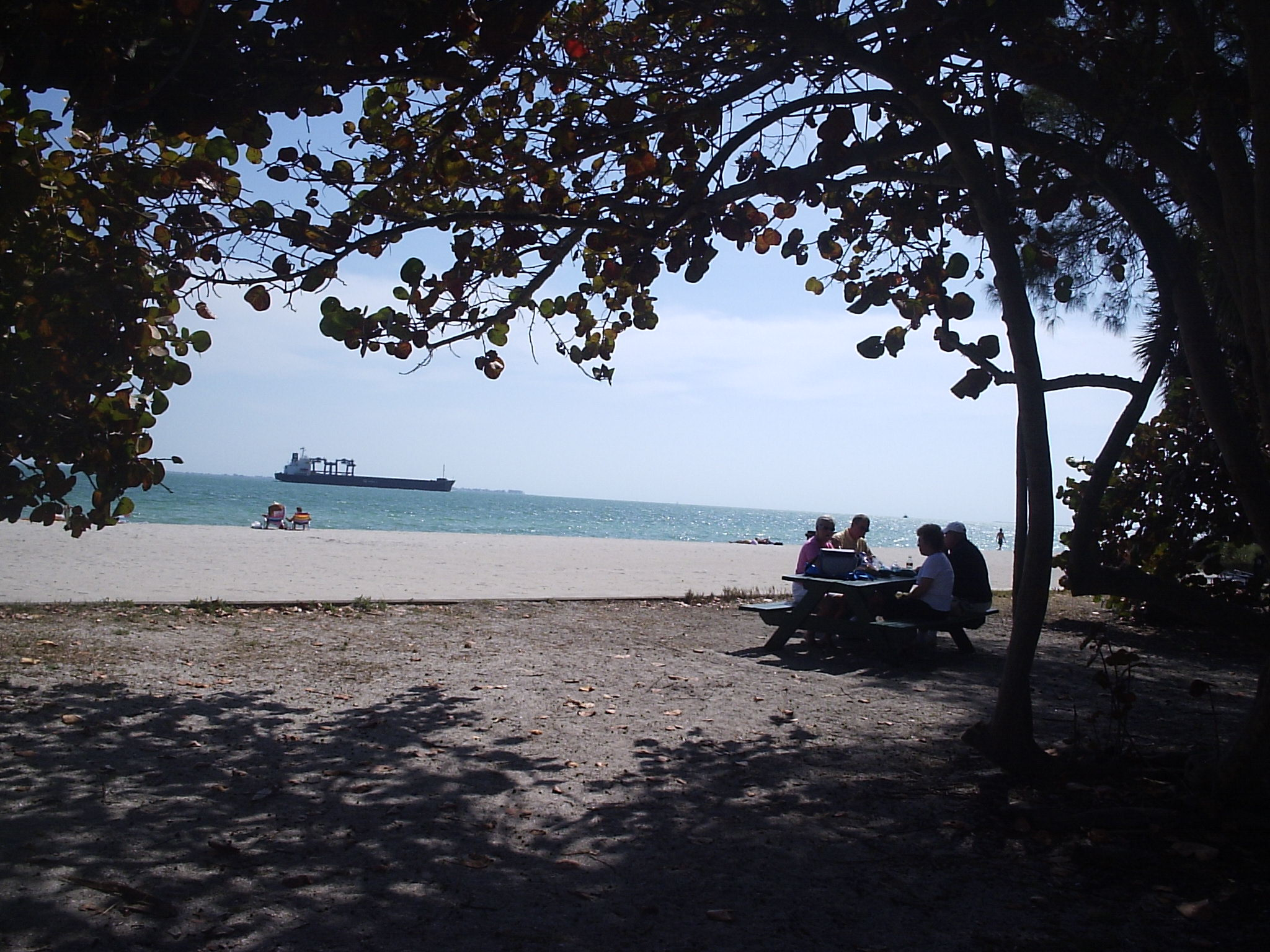
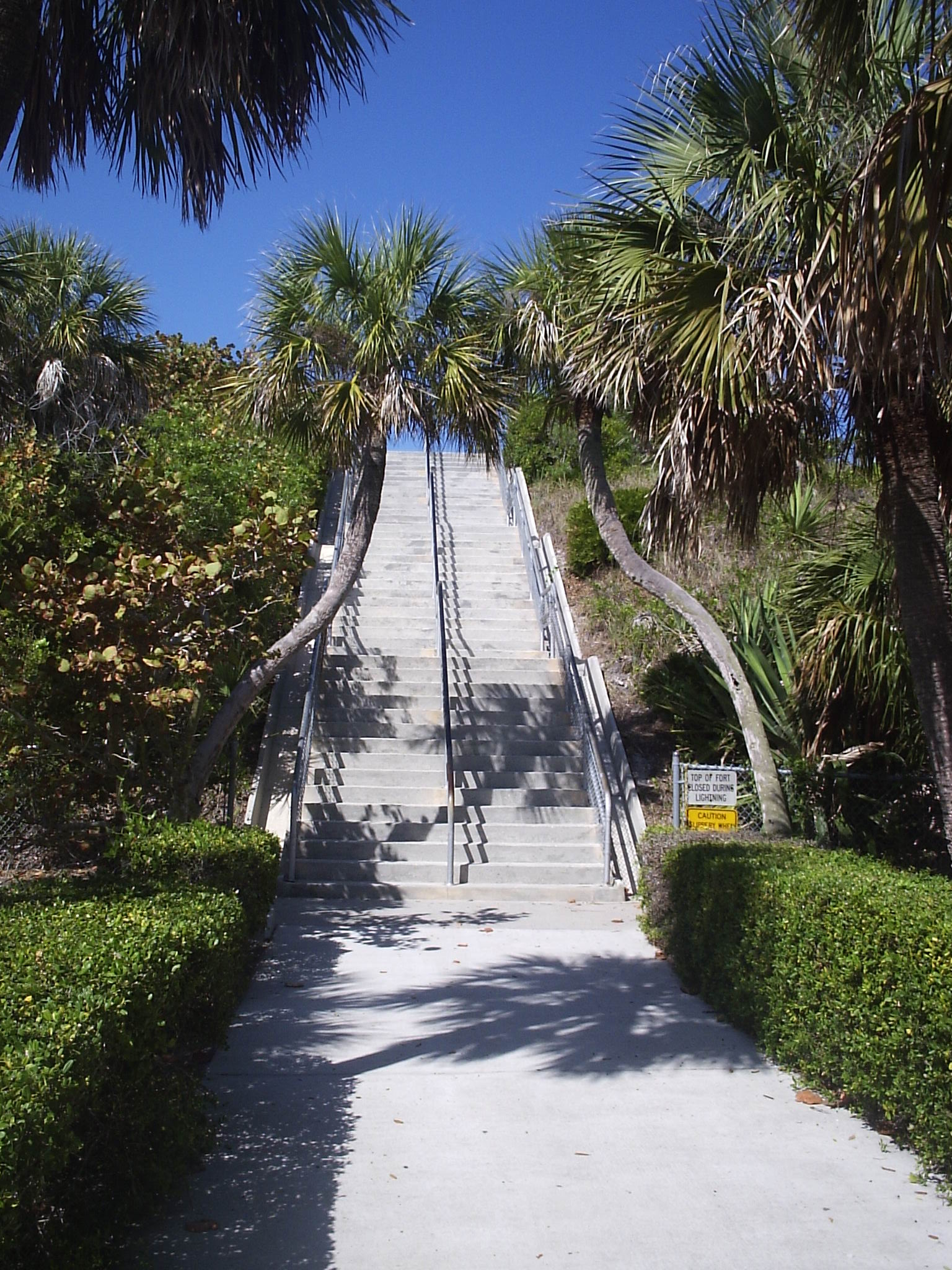
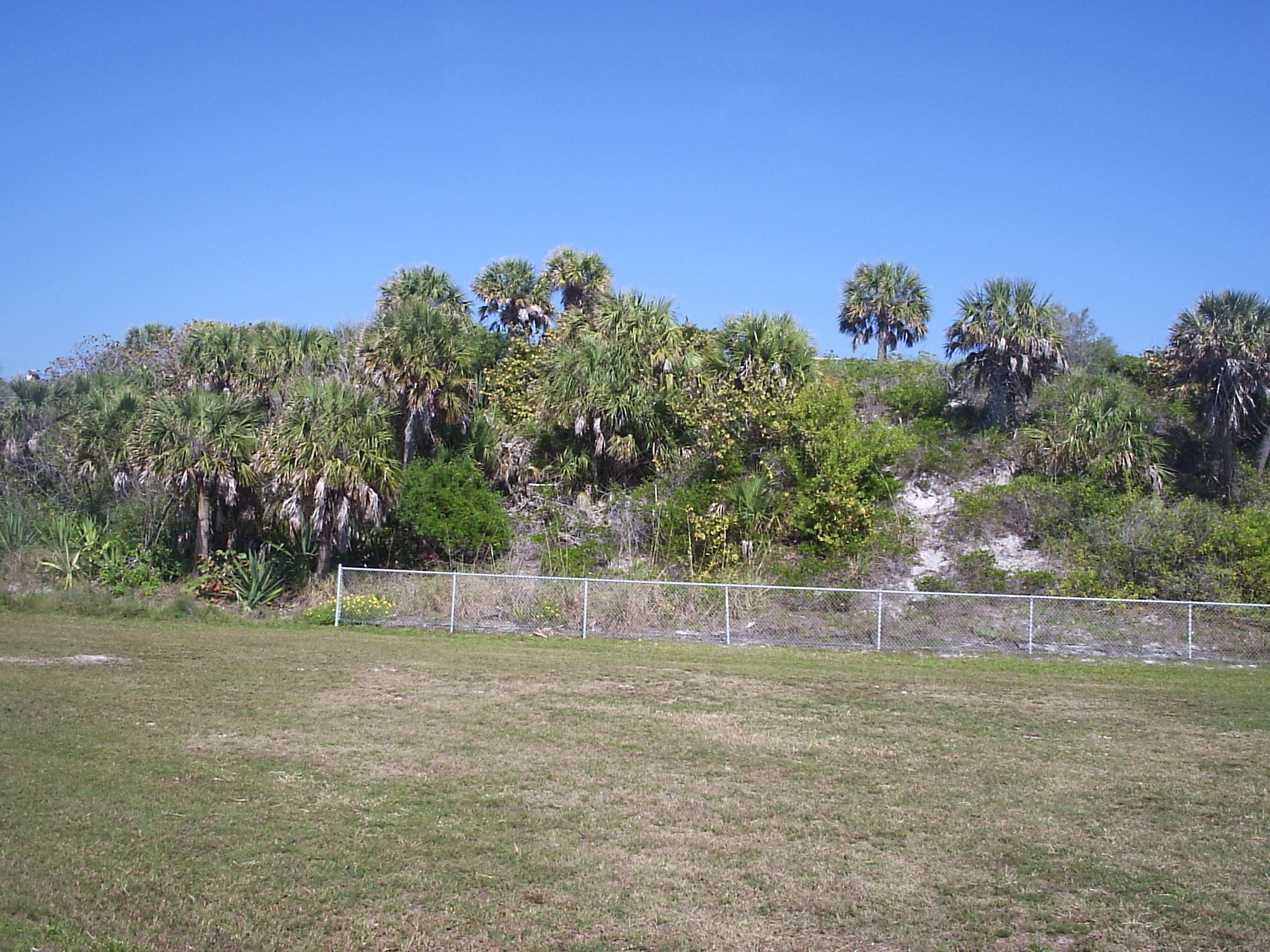
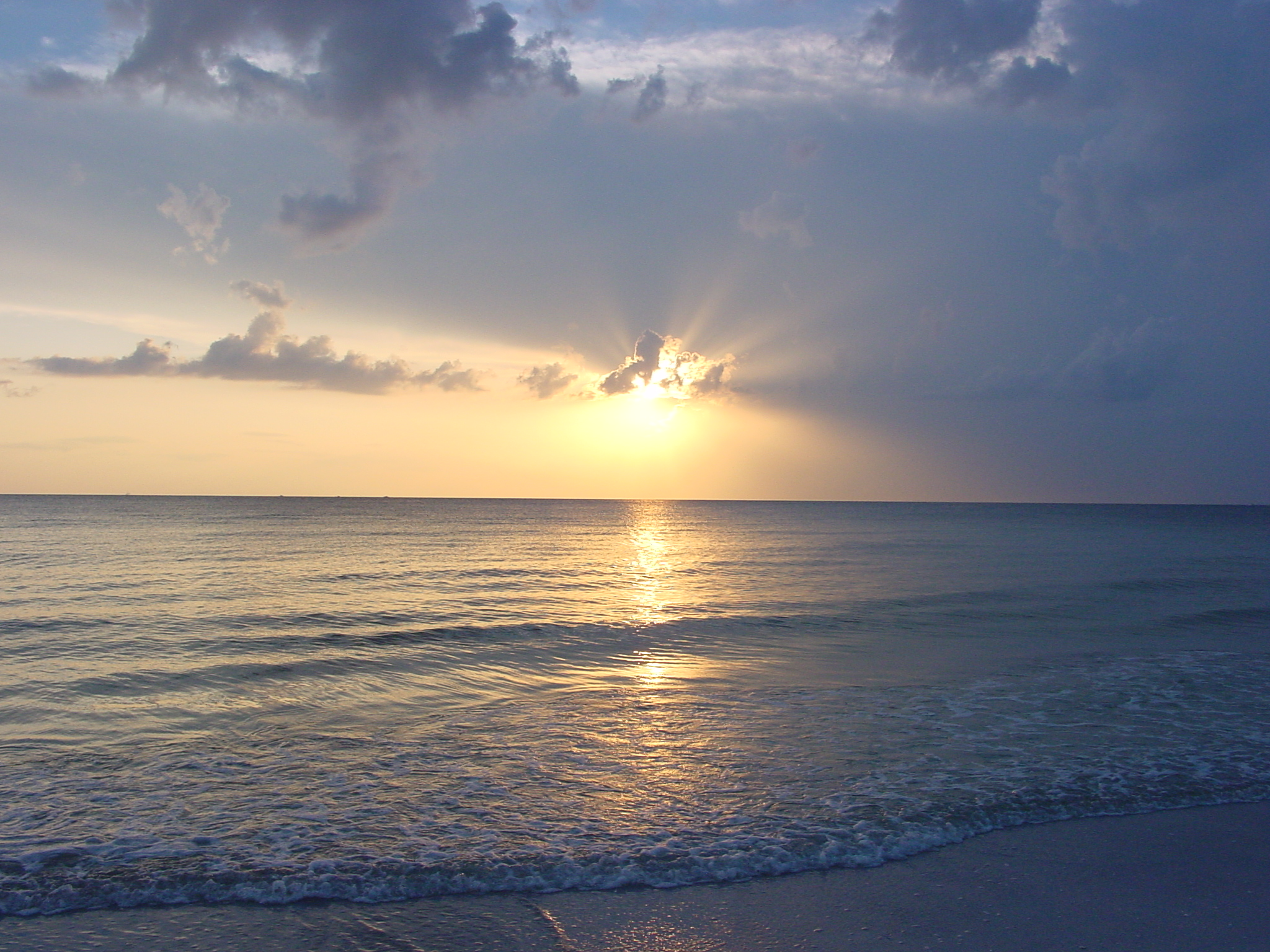
North Beach at Fort De Soto Park near St. Petersburg, FL.